# Krapina
Krapina est une ville et une municipalité située dans le Zagorje croate, chef-lieu du Comitat de Krapina-Zagorje, en Croatie. Au recensement de 2001, la municipalité comptait 12 950 habitants, dont 98,60 % de Croates et la ville seule comptait 4 647 habitants.

## Géographie
Krapina se trouve à 40 km au nord de Zagreb.

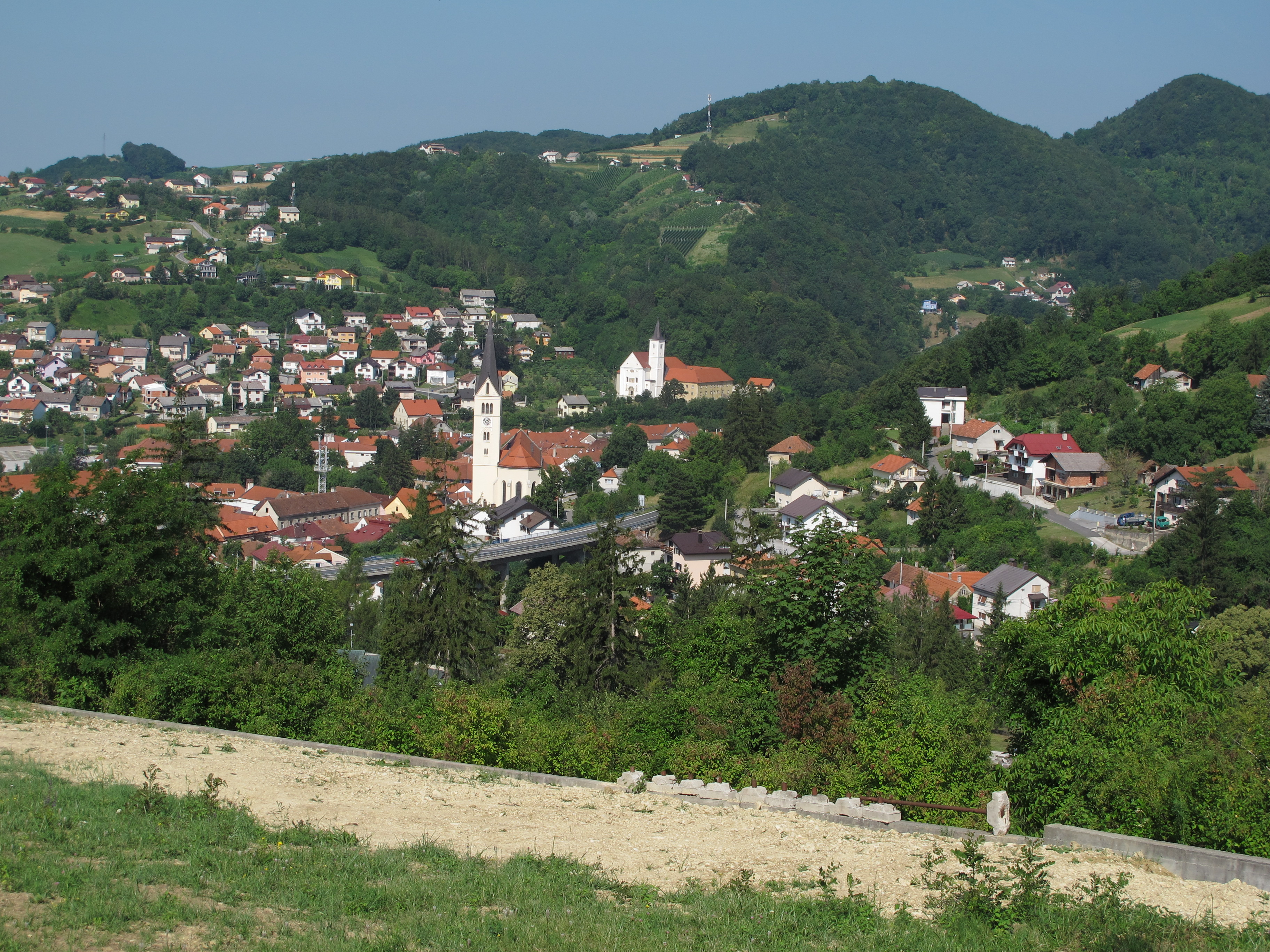
Vue de Krapina depuis Trški Vrh.

## Histoire
Le nom de la ville est attesté pour la première fois par un document en 1193.
En 1899, Dragutin Gorjanović-Kramberger, archéologue et paléontologue, découvrit dans la colline de Hušnjak aux environs de la ville jusqu'à 800 fossiles de néandertaliens vieux d'environ 100 000 ans. Le nom de la ville a ainsi été donné à une femme préhistorique. Elle serait un lien entre les Néandertaliens et les Homo sapiens. Le site de l'homme de Néandertal a reçu le Label du patrimoine européen.

## Culture
Chaque année en septembre la ville accueille le festival de la culture et des chansons kajkaviennes (Tjedan kajkavske kulture i popevke) avec chants et représentations en dialecte local.

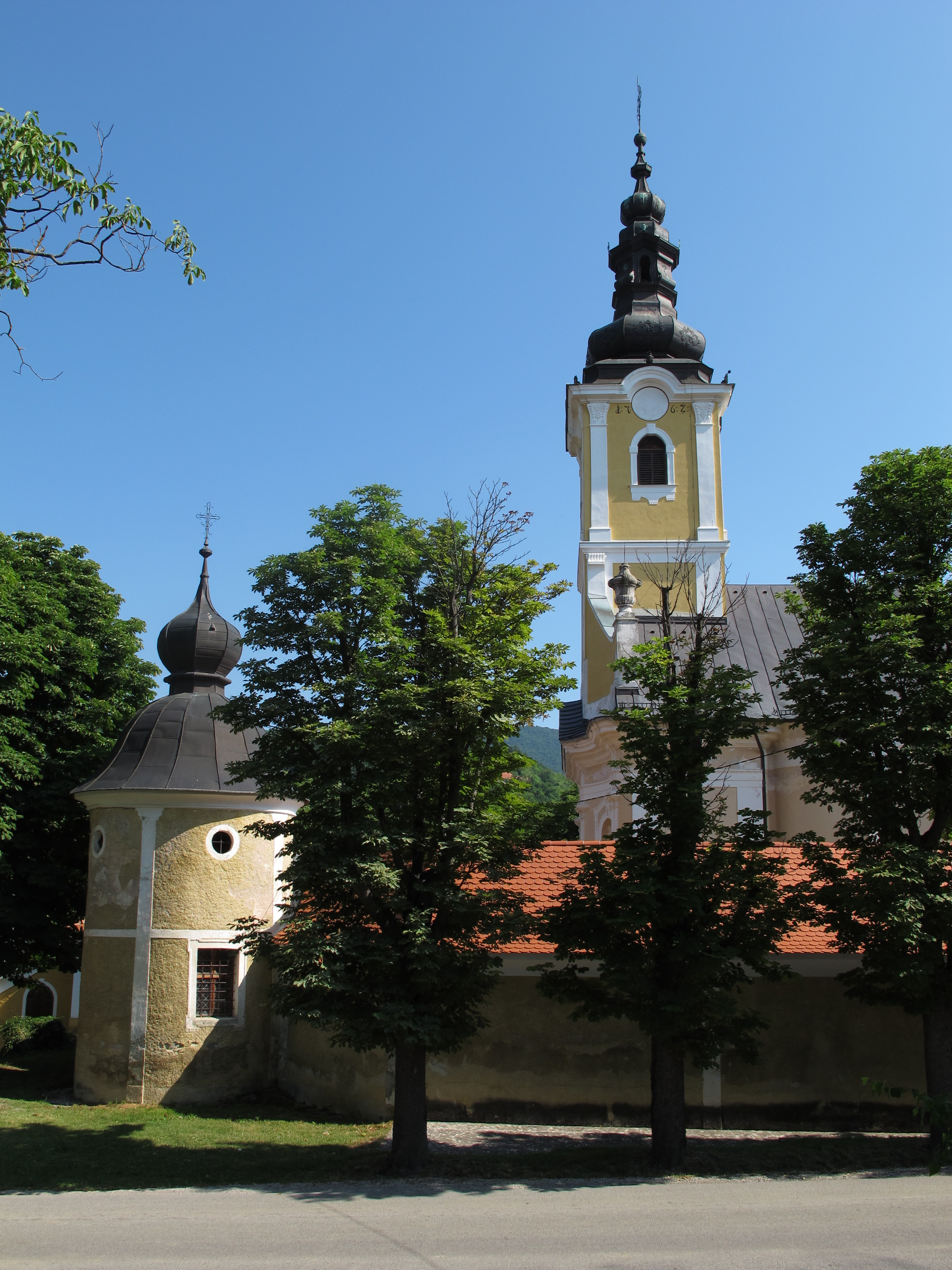
Église baroque de Trški Vrh/Krapina.

À proximité de la ville se trouve la vieille station thermale de Krapinske Toplice.
L'ensemble de la région est propice à un tourisme durable de proximité à la nature : randonnées (pied, vélo, cheval, quad...), thermes, pèlerinages, gastronomie .

## Localités
La municipalité de Krapina compte 23 localités :
- Bobovje
- Doliće
- Donja Šemnica
- Gornja Pačetina
- Krapina
- Lazi Krapinski
- Lepajci
- Mihaljekov Jarek
- Podgora Krapinska
- Polje Krapinsko
- Pretkovec
- Pristava Krapinska
- Strahinje
- Straža Krapinska
- Škarićevo
- Šušelj Brijeg
- Tkalci
- Trški Vrh
- Velika Ves
- Vidovec Krapinski
- Vidovec Petrovski
- Zagora
- Žutnica

## Personnalité
- Ljudevit Gaj (1809-1872), linguiste, homme politique, journaliste et écrivain croate